# Eric Woolfson
Eric Woolfson (18 de marzo de 1945 - 2 de diciembre de 2009) fue un compositor, músico, cantante y productor musical escocés nacido en Glasgow. Woolfson adquirió amplia notoriedad durante los años 70 y 80 del siglo XX como cofundador y compositor principal del grupo The Alan Parsons Project. Tras la disolución del grupo, comenzó una carrera como compositor de musicales y firmó cinco obras que han sido representadas ante más de un millón de espectadores en países como Alemania, Corea del Sur o Japón.
Durante su carrera musical, tanto en el grupo como en sus producciones en solitario, sobrepasó la cifra de 50 millones de discos vendidos. El 2 de diciembre de 2009, en la madrugada, Woolfson falleció a los 64 años de edad tras una larga lucha contra el cáncer.

## Primeros años
Los primeros contactos de Woolfson con el mundo profesional de la música tuvieron lugar como pianista de acompañamiento, tras mudarse de Glasgow a Londres, donde conoció a Jimmy Page y John Paul Jones de Led Zeppelin. Woolfson compuso temas como Baby Make It Soon, interpretada por Chris Farlowe, a la postre el primer trabajo de producción de Mick Jagger. También compuso canciones para artistas como Marianne Faithfull, The Tremeloes o Marmalade. Durante los años 60 también colaboró con Andrew Lloyd Weber y entabló trato con Andrew Powell importante en su trayectoria posterior con The Alan Parsons Project ya que Powell realizó instrumentaciones y arreglos orquestales.
Como productor artístico obtuvo varios éxitos trabajando para bandas como The Equals, The Tremeloes, Dave Berry y Graham Gouldman (10cc). También realizó labores de management, con Carl Douglas, y produjo la emblemática y conocida canción de 1974 «Kung Fu Fighting».

## The Alan Parsons Project
A partir de mitad de los años setenta y hasta prácticamente los años noventa Woolfson se vuelca de lleno en una nueva sociedad musical junto a Alan Parsons. Bajo el nombre The Alan Parsons Project Woolfson compone, junto a Parsons, 11 álbumes conceptuales que obtienen un importante reconocimiento y éxito comercial a pesar de no realizar giras ni conciertos. En aquel momento Woolfson adquirió el rol de mánager del grupo y Parsons, que era más conocido por haber trabajado con Pink Floyd o The Beatles, dio el nombre a la nueva formación.
La base del grupo descansaba sobre el tandem Woolfson-Parsons, a los que se incorporaban colaboradores como Andrew Powell y un buen número de experimentados cantantes y músicos de estudio sin una alineación fija y en búsqueda de la mejor calidad. Sus canciones, sencillas e impecablemente instrumentadas y producidas, con un sonido envolvente y grandioso, inspiraron el rock progresivo e incluso el trance actual.

"Nunca fue un grupo convencional (...) la idea era grabar como filmaban sus películas Kubrick o Hitchcock, donde la producción era más importante que los actores. Pensamos que otros seguirían nuestro camino, pero no ha sido así".
Eric Woolfson, sobre The Alan Parsons Project 

Su primer trabajo fue Tales of Mystery and Imagination (1976), basado en relatos de Edgar Allan Poe y con la participación como narrador del cineasta Orson Welles. Woolfson y Parsons enfocan su música hacia un pop-rock conceptual donde todos y cada uno de sus posteriores discos siguen una misma causa o tema en común. Esta idea se atribuye por la participación en trabajos anteriores de Alan Parsons junto al músico Al Stewart (Time Passangers, The Year of the Cat) donde el rock conceptual acapara su atención, al igual que grupos como Pink Floyd o The Who. Alcanzó el puesto 38 en las listas de ventas y les propició la firma de un contrato discográfico con Arista Records con quienes publicaron sus discos posteriores.
I Robot (1977), su segundo trabajo, es un disco temático inspirado originalmente por la novela homónima de Isaac Asimov. Sin embargo, tras haber vendido sus derechos previamente, acabó derivando a una temática más general como la relación entre el ser humano y la inteligencia artificial. Incluye algunos conocidos temas como «I Wouldn't Want To Be Like You», «Breakdown» o la pieza instrumental que titula el disco «I Robot».
Pyramid (1978), su tercera obra, se centra en los misterios y maravillas del Egipto ancestral. Por aquella época el interés que despertaban las pirámides y el denominado "poder de las pirámides" estaba en auge. «Hyper-Gamma-Spaces», un tema instrumental en homenaje al hermano de Eric Woolfson, y «Shadow Of A Lonely Man», un homenaje a su padrastro, son algunas canciones destacables de este disco.
En Eve (1979) las canciones se enlazan temáticamente sobre la base del encanto y la magia de la mujer. Aunque originalmente se pensó en hacer un homenaje a grandes mujeres de la historia, finalmente se decidió mostrar la fuerza y problemas que las mujeres hallan en entornos dominados por los hombres. La canción instrumental «Lucifer», «Damned If I Do» y «If I Could Change Your Mind» tuvieron una aceptable acogida popular.
A medida que se van publicando estos discos la formación va paulatinamente incrementando sus ventas y popularidad. En medio de unas tensas negociaciones entre la discográfica, que programó fechas para los lanzamientos de Eve y del siguiente disco, y el grupo, deseoso de tomar un descanso de su trabajo de estudio, Woolfson y Parsons grabaron en una sesión de tres días un disco maldito: The Sicilian Defence. Se trata de una colección de canciones instrumentales a medio camino entre la improvisación y el esbozo de posibles temas. La discográfica rechazó el álbum, al que calificó de "incomprensible, inescuchable e impublicable", e incluso Parsons posteriormente se refirió a él como "The Sicilian Defence nunca fue publicado y nunca lo será si de mí depende. No lo he escuchado desde que lo terminamos. Espero que las cintas ya no existan". Finalmente en 2014, con motivo del lanzamiento de una caja que incluía todos los discos de la formación, el disco finalmente vio la luz.

“Es algo así como una pieza histórica que sirve para documentar el catálogo completo del grupo, pero no está entre lo mejor que hicimos, ni de lejos. El álbum nació bajo presión y no está cuidado, ni pulido, al mismo nivel que lo están todos los demás. No alcanza el nivel de los discos legítimos del Project.”
Alan Parsons, sobre The Sicilian Defense (2009) 

Su quinta grabación, The Turn of a Friendly Card (1980), aborda temáticamente los juegos de azar o el riesgo personal que cada persona afronta ante los desafíos de la vida. Durante la época de preparación Woolfson vivía en Mónaco y el disco refleja el impacto personal que le generó la visita a un casino rodeado de cámaras y personal de vigilancia. Algunas de las canciones más recordadas de la trayectoria del grupo se hallan en este disco: «Snake Eyes», «Games People Play» y, especialmente, «Time».
En su sexto disco, Eye in the Sky (1982), Woolfson y Parsons alcanzan la cúspide de su influencia. Basado en una reflexión sobre las creencias personales (políticas, religiosas, o los propios sistemas de creencias), la vigilancia y la falta de privacidad en nuestras vidas, el disco es un álbum enteramente realizado con ideas sobrantes del disco anterior. Los temas instrumentales «Sirius» y «Mammagamma» y las canciones «You’re Gonna Get Your Fingers Burned» y, especialmente, «Eye in the Sky», suponen la cúspide de la popularidad de The Alan Parsons Project.
Desde este momento, poco a poco, la influencia del grupo va disminuyendo y su estilo musical va evolucionando hacia el pop-rock y la música adulta contemporánea. Ammonia Avenue (1984), un disco enfocado sobre los pros y contras de aplicar la ciencia al progreso industrial, contiene el último gran éxito del grupo: «Don't Answer Me» (puesto 15 del Billboard Hot 100), cuyo videoclip, realizado en dibujos animados, fue nominado en la primera edición de premios convocado por el canal de televisión MTV.
Vulture Culture (1985), inspirado por el uróboros que simboliza el ciclo eterno de las cosas y el papel de la creación artística en un mundo dominado por la economía, originalmente iba a ser un disco doble con Ammonia Avenue pero, finalmente, se editó por separado. Durante esta época un estafador suplantó a Woolfson y le causó percances como, por ejemplo, hacer que el músico Al Di Meola, a quien Woolfson no conocía, acudiera a una inexistente sesión de grabación. Esta anécdota inspiró la canción «Somebody Out There». También hay otros temas, como «Days Are Numbers (The Traveller)» o «Let’s Talk About Me», que obtuvieron amplia repercusión.
Stereotomy (1985), una reflexión sobre las presiones del mundo moderno, se refiere a la manera en que ciertos artistas, figuras mediáticas y personajes famosos son amoldados para cumplir con los requerimientos de la popularidad. Uno de sus temas instrumentales, «Where's The Walrus?», fue nominado a los Premios Grammy de 1987 en el apartado "mejor instrumental de rock".
Finalmente llega el décimo disco de The Alan Parsons Project y con el que finalizó su contrato con Arista Records: Gaudi (1987), inspirado en el arquitecto catalán Antonio Gaudí y el esplendor de su obra en La Sagrada Familia, título que define al principal tema del álbum y que lleva su mismo nombre. También la canción «Standing On Higher Ground» obtuvo cierta repercusión y constituye el último videoclip antes de la disolución del grupo.

"Como cualquier grupo, cuando empezamos en 1975 estábamos tremendamente emocionados y excitados. Entrábamos en terreno poco explorado, y teníamos un montón de ideas que desarrollar. Lógicamente en cada nuevo trabajo se hacía más difícil encontrar ideas frescas. Tras diez discos estaba claro que nuestras ideas nos llevaban en direcciones diferentes".
Eric Woolfson, sobre The Alan Parsons Project (2009) 

## Trayectoria en Solitario
Tras la edición de Gaudi Woolfson y Parsons comienzan a trabajar en un nuevo disco inspirado en la obra de Sigmund Freud titulado Freudiana. Sin embargo los caminos entre ambos artistas comienzan a mostrar diferencias creativas ya que Woolfson comienza a tener la visión de utilizar sus discos como base para la realización de musicales frente al sonido de rock estético más característico de Alan Parsons. Sin la participación de Parsons, Woolfson comenzó a asumir su rol de creador de obras y puestas en escena teatrales.

"Desarrollé The Alan Parsons Project como un vehículo para expresarme. Pero luego descubrí que había algo más en el fondo y que Andrew Lloyd Webber tenía razón: el musical era un medio satisfactorio para un compositor como yo. Me sumergí en los musicales a mediados de la década de 1980 y se llevaban a cabo principalmente en Alemania por dos razones: The Alan Parsons Project era una formación bien conocida en Alemania y, en aquel momento, las artes estaban muy bien financiadas allí".
Eric Woolfson (2004) 

Freudiana sería el álbum número 11 de The Alan Parsons Project con un nuevo sello discográfico pero Brian Brolly, antiguo socio de Andrew Lloyd Webber, con quien creó musicales como Cats y The Phantom of the Opera, se transforma en el director artístico de la obra y convence a Woolfson para transformar Freudiana en un espectáculo teatral. Esta redefinición del concepto generó una agria disputa entre Parsons y Woolfson, y este último decidió firmar Freudiana como un álbum solista, el primero en su carrera, y no como un trabajo de The Alan Parsons Project, lo que supuso la disolución del grupo. Freudiana se estrenó en 1990 en el teatro Ann Der Wein de Viena (Austria) y previamente se publicó un disco doble con las composiciones del mismo. Aunque el musical obtuvo éxito, y se barajó que se representaría en otras ciudades, Brolly y Woolfson se enfrentaron por el control del proyecto. La disputa, de la que resultó perdedor Woolfson, se resolvió en los tribunales de justicia y las pérdidas le dejaron en bancarrota. Durante mucho tiempo fue prácticamente imposible la adquisición de este álbum, del que existen una versión Black grabada por el reparto original en alemán y una White grabada en estudio por músicos en inglés.
Su segundo musical, Gaudi (1995), basado nuevamente en la obra de Antonio Gaudí, se aleja completamente de la versión grabada con The Alan Parsons Project, pues la llevó a un concepto totalmente teatral, aunque sí incluye composiciones del disco grabado en 1987. Se estrenó en Aquisgrán (Alemania) y también pasó por teatros de Alsdorf (1995) y Colonia (1996), donde se construyó una sala específica con 1700 asientos para acoger las representaciones. Más de 500.000 personas acudieron a las funciones en los más de cinco años que permaneció en cartel.
Gambler (1997), su tercer musical, vuelve a abordar la temática del juego y el azar ya abordada en The Turn of a Friendly Card e incluye canciones como «Games People Play», «Time» o «Eye in the Sky». Su estreno mundial tuvo lugar en Mönchengladbach (Alemania) en 1996, donde se exhibió durante 18 meses. Se montaron funciones en Corea del Sur, donde obtuvo siete Premios Tony, y posteriormente se exhibió en Japón durante 2002 y 2005.
Su cuarto musical, Poe: More Tales of Mystery and Imagination (2003), es una continuación temática del primer disco de The Alan Parsons Project, también inspirado en relatos y textos de Edgar Allan Poe; pero el disco editado contiene sólo una parte de las canciones mostradas en escena. El estreno de este musical tuvo lugar en 2003 en los estudios Abbey Road. En 2009 se editó el disco musical Edgar Allan POE que sí contiene las 17 canciones del musical encabezado por Steve Balsamo protagonista de Jesucristo Superstar.
Dancing Shadows (2007), su quinto musical, se estrenó en Seúl y está basado en la obra Sanbul del escritor coreano Cham Bum-Suk. Antes de su fallecimiento en diciembre de 2009 Woolfson completó toda la música y las letras en inglés, ya que la obra se estrenó en coreano, y su familia decidió completar un CD de demostración de todas las canciones para promocionar el musical ante potenciales productores de teatro.
Entre los años 2007 y 2008 Woolfson, dentro del proyecto impulsado por las discográficas Sony y Universal para reeditar, remasterizar y publicar versiones ampliadas de la discografía de The Alan Parsons Project, descubrió la existencia de varios temas, completos o esbozados, que no se habían incluido en los discos. A raíz de esta labor vio la luz un disco titulado Eric Woolfson sings The Alan Parsons Project That Never Was (2009) integrado por una decena de canciones. Aunque también se incluyen composiciones de su etapa en solitario Woolfson indicó que su génesis ya estaba en su etapa anterior.

"Como compositor de los temas y responsable de las ideas, considero como propias tanto las composiciones que realicé para Alan Parsons Project como las que incluyo en mis musicales. Al rebuscar en mis archivos me sorprendí al encontrar mucho material inacabado, canciones que podían haber entrado perfectamente en los discos del grupo. Ahora doy la oportunidad a la gente para que las conozca. Respecto a las canciones de mi etapa en solitario, aunque se hayan lanzado muchos años después de la separación del grupo todas ellas empezaron a componerse, de una u otra manera, en mi época de Alan Parsons Project."
Eric Woolfson, sobre The Alan Parsons Project That Never Was (2009) 

Como trabajo póstumo finalmente se editó Eric Woolfson's Somewhere in the Audience (2013), una compilación de canciones de todos los musicales de Woolfson a excepción de Freudiana: Gaudi, Gambler, Poe y Dancing Shadows.

## Discografía

### En Solitario
- 1990 Freudiana (Edición Blanca, en inglés)
- 1991 Freudiana (Edición Negra, en alemán con el reparto del musical estrenado en Viena)
- 1995 Gaudi
- 1996 Gambler
- 2003 Poe: More Tales of Mystery and Imagination
- 2007 Dancing Shadows
- 2009 The Alan Parsons Project That Never Was
- 2009 Edgar Allan POE: A Musical
- 2013 Somewhere in the Audience (publicado el 18 de marzo de 2013, aniversario del nacimiento de Eric Woolfson)

### Como Integrante de The Alan Parsons Project
- 1976 Tales of Mystery and Imagination
- 1977 I Robot
- 1978 Pyramid
- 1979 Eve
- 1980 The Turn of a Friendly Card
- 1982 Eye in the Sky
- 1984 Ammonia Avenue
- 1985 Vulture Culture
- 1986 Stereotomy
- 1987 Gaudi
- 2014 The Sicilian Defence (grabado en 1979)